# Jasione bulgarica
Jasione bulgarica (лат.) — вид двудольных растений рода Букашник (Jasione) семейства Колокольчиковые (Campanulaceae). Растение впервые описано болгарскими ботаниками Николаем Андреевым Стояновым и Борисом Стефановым в 1921 году.

## Распространение, описание
Эндемик Болгарии. Произрастает на лугах и среди зарослей.
Гемикриптофит. Растение высотой 20—30 см. Нижние листья продолговато-лопастные, собраны в розетку; стеблевые листья ланцетовидные. Цветки синего цвета, с заострённым прицветником. Цветёт летом. Размножается семенами или вегетативно.
Число хромосом — 2n=12.

## Замечания по охране
В 1997 году включался в Красную книгу Международного союза охраны природы.